# Els Gronys
Els Gronys és una muntanya de 1.290 metres que es troba al municipi de la Vall d'en Bas, a la comarca catalana de la Garrotxa.